# Conflicte del Líban de 1860

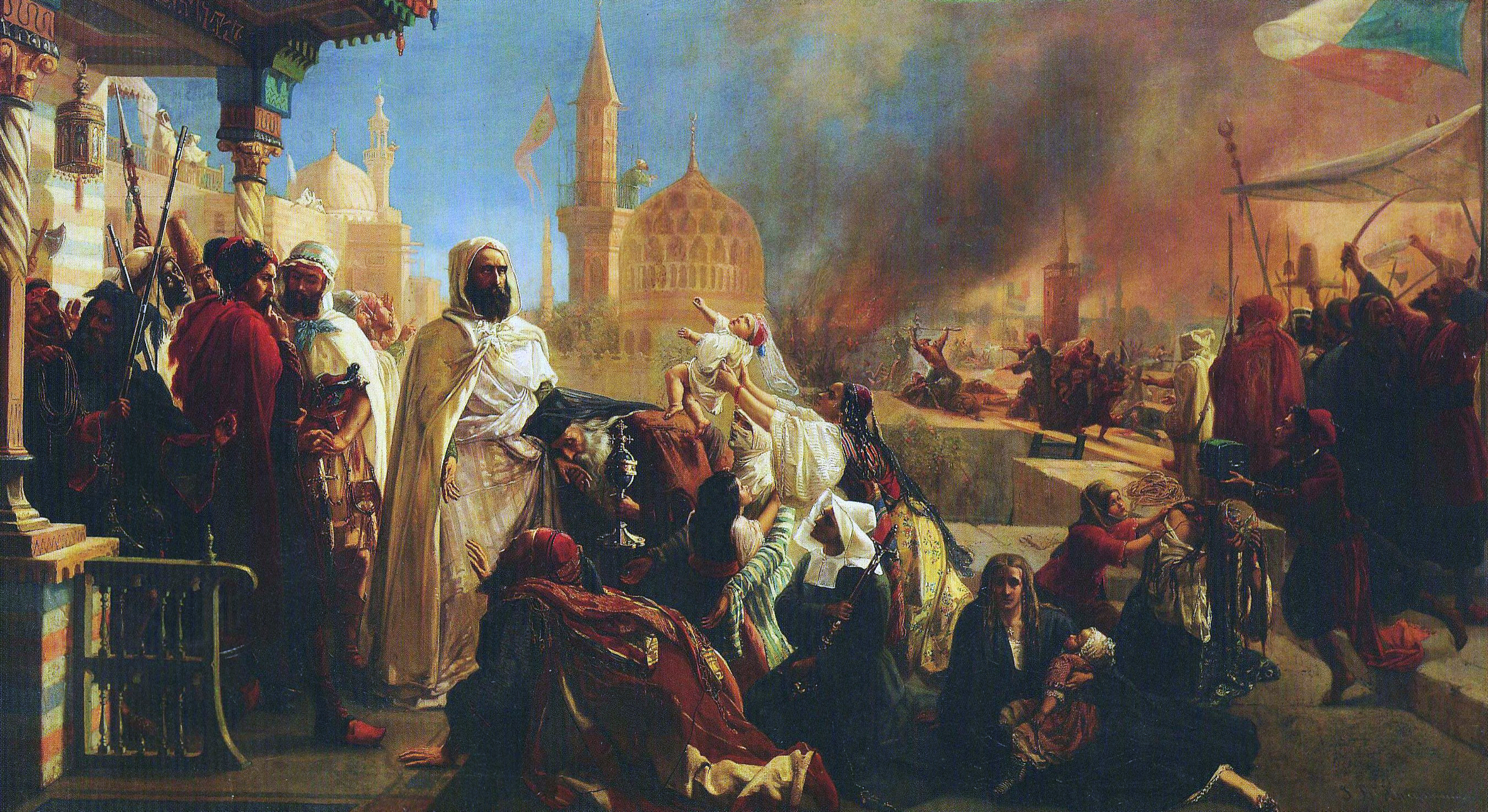
Abd al-Qādir salvant cristians durant els combats entre drusos i cristians de 1860

El Conflicte del Líban de 1860 va ser la culminació d'un aixecament camperol que va començar al nord del Líban com una rebel·lió dels camperols maronites contra els seus senyors drusos. Aviat es va estendre cap al sud del país, on la rebel·lió va canviar el seu caràcter, amb els drusos girant-se en contra dels cristians maronites. Prop de 20.000 cristians foren morts pels drusos. 380 pobles cristians i 560 esglésies van ser destruïdes. Els drusos i els musulmans també van patir dures pèrdues.

## Antecedents
El 3 de setembre de 1840, Baixir III darrer príncep de l'Estat del Líban va ser nomenat Amir del Mont Líban pel soldà otomà. Geogràficament, l'Emirat del Líban representa la part central de l'actual Líban, que històricament ha tingut una majoria de cristians i drusos. El Gran Líban, per contra, creat a costa de la Gran Síria, es va constituir formalment sota el Mandat de la Societat de Nacions concedit a França el 1920 i inclou la Vall de la Bekaa, Beirut, el sud del Líban (fins a la frontera amb Palestina), i nord del Líban (fins a la frontera amb Síria). A la pràctica, els termes del Líban i Mont Líban tendeixen a ser utilitzats indistintament pels historiadors fins a l'establiment formal del mandat.
Amb l'arribada del nou príncep van ressorgir amargs conflictes entre cristians i drusos, que havia estat latents durant el govern d'Ibrahim Paixà. Per tant, el sultà deposà Baixir III, cosí de Baixir Xihab II, el 13 de gener de 1842, i va designar Omar Paixà com a governador del Mont Líban. Aquesta nomenament, però, va crear més problemes dels que va resoldre. Els representants del potències europees van proposar al sultà que el Líban fos dividit en dues parts: una de cristiana i una altra de drusa. El 7 de desembre de 1842, el sultà va aprovar la proposta i va demanar a Assad Paixà, governador de Damasc, que dividís la regió, llavors coneguda com a "Estat del Líban", en dos districtes: un barri del nord sota l'autoritat d'un vicegovernador cristiana i un districte del sud sota un vicegovernador drus. Aquesta disposició va arribar a ser conegut com la "Doble Qaimaqamate". Tots dos funcionaris havien de ser responsable davant el governador de Sidó, que residia a Beirut. La carretera Beirut-Damasc era la línia divisòria entre els dos districtes.

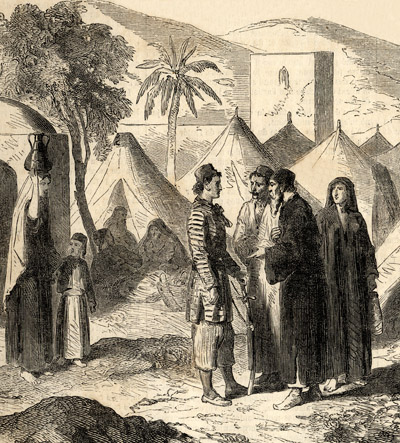
Refugiats cristians durant el conflicte de 1860 entre drusos i maronites al Líban.

Els esdeveniments posteriors deixaren palès que aquesta partició del Líban fou un error. Van augmentar les animositats entre les sectes religioses, alimentades per les potències estrangeres. Els francesos, per exemple, donaven suport als cristians, mentre que els britànics donaven suport als drusos i els otomans fomentaven el conflicte per augmentar el seu control sobre l'estat dividit. No sorprèn que aquestes tensions conduïssin a un conflicte entre cristians i drusos ja al maig de 1845. En conseqüència, les potències europees van demanar que el sultà otomà establís l'ordre al Líban, i va tractar de fer-ho mitjançant l'establiment d'un nou consell en cada un dels districtes. Cada consell estava format per membres que representaven a les diferents comunitats religioses i estava destinat a ajudar el vicegovernador.

## Alçament camperol al Kisrawan
El 1858 Xahin Tanyus (1815-1895), un libanès maronita d'origen humil (conductor de mules) va demanar l'abolició de la classe feudal i els seus privilegis, però la petició fou rebutjada; el gener de 1859 va començar l'aixecament dels camperols maronites de Kisrawan; es dirigien contra els terratinents i el sistema feudal representat especialment per la família dels xeics al-Khazin, que eren mujataadjis de Kisrawan; les cases i terres dels terratinents foren saquejades o cremades i els rebels van dominar Kisrawan i van establir el seu propi govern.
Xanin Tanyus va arribar a dirigir un virtual estat independent: la República de Kisrawan; inicialment el patriarca maronita Pau Pere Massad li va donar un suport més o menys obert i va suggerir el trasllat de 300.000 drusos; els mateixos otomans, mitjançant Hursid Paixà, governador de Saida, encara que volien restablir l'orde no comptava amb mitjans i de fet van romandre neutrals. Hursid va enviar Yusuf Ali Murad a parlamentar amb Tanyus però fou informat que l'estat de Kisrawan s'havia unit ara amb Jubail i que s'havia d'abstenir d'intervenir en els afers dels cristians.

## Massacre druso-maronita
Però la revolta va tenir repercussions i els camperols maronites es van revoltar a altres llocs contra els terratinents drusos. Una disputa entre nois a Deir al-Kamar (un maronita i un drus) es va estendre a les seves famílies i després a les seves comunitats; les lluites es van generalitzar al Líban; en tres dies, del 29 al 31 de maig de 1860, 60 pobles foren destruïts a la regió de Beirut i 33 cristians i 48 drusos van morir; al juny les lluites es van estendre al sud de la muntanya del Líban i a l'Anti Líban cap a Sidó, Hasbaya, Rasheiya, Deir al-Kamar i Zahlé. Els drusos van assetjar els monestirs catòlics i els santuaris, els van cremar i van matar els monjos. Tanyus va intentar mobilitzar a la gent de Kisrawan en favor dels maronites del sud si bé no van participar directament amb els combats contra els drusos. El juliol de 1860 la lluita va arribar a Damasc i els milicians drusos, amb la complicitat dels regulars otomans (i de les autoritats otomanes que lògicament eren musulmanes) i grups de milicians sunnites van organitzar una matança de cristians (9 a 11 de juliol) en què van morir uns milers, inclòs els cònsols americà i neerlandès; els establiments cristians foren cremats. Abd el-Kader, exiliat a Damasc va salvar a molts cristians posant-los en seguretat la ciutadella que ocupava; el barri cristià fou cremat incloent les esglésies, però els cristians del barri de Midan es van salvar protegit pels seus veïns musulmans. Els morts haurien estat entre 7.000 i 20.000

## Intervenció estrangera
Derrotats els maronites, Tanyus va perdre autoritat i finalment la rebel·lió fou ofegada en sang pel cap de guerra del nord Yusuf Karam, que va derrotar les seves tropes.
Amb tot i això, els sagnants esdeveniments van obligar França a intervenir i aturar la massacre quan les tropes otomanes havien estat ajudant a les forces islàmiques ja sigui per suport directe o mitjançant el desarmament de les forces cristianes. França, dirigida per Napoleó III, va recordar el seu antic paper com a protector dels cristians en l'Imperi Otomà que es va establir en un tractat en 1523. Després de la massacre i una protesta internacional, l'Imperi Otomà va estar d'acord el 3 d'agost de 1860 amb l'enviament de fins a 12.000 soldats europeus per restablir l'ordre.
El 5 d'octubre de 1860, una comissió internacional composta per França, el Regne Unit, Àustria, Prússia, i l'Imperi Otomà es va reunir per investigar les causes dels esdeveniments de 1860 i per recomanar un nou sistema administratiu i judicial per al Líban que pogués impedir la repetició d'un fet semblant. Els membres de la comissió van coincidir que la partició de l'Emirat del Líban el 1842 entre els drusos i els cristians havia estat responsable de la massacre. Per tant, en l'Estatut de 1861 al Líban va ser separat de Síria i es va reunir amb un no-cristià-libanès mutasarrif (governador) designat pel sultà otomà, amb l'aprovació de les potències europees. El mustasarrif havia de ser assistit per un Consell administratiu de dotze membres de les diferents comunitats religioses del Líban.
França havia de proveir la força d'intervenció amb 6.000 homes per tal de protegir l'ordre i els altres països enviarien forces addicionals si era necessari. Tot i que otomans ja havien sufocat els disturbis, el cos expedicionari francès va romandre a Síria des de l'agost 1860 fins al juny 1861. La intervenció francesa ha estat descrita com una de les primeres intervencions humanitàries.